# Verbandsgemeinde Rhaunen
Die Verbandsgemeinde Rhaunen war eine Gebietskörperschaft im Landkreis Birkenfeld in Rheinland-Pfalz. Der Verbandsgemeinde gehörten 16 eigenständige Ortsgemeinden an, der Verwaltungssitz war in der namensgebenden Gemeinde Rhaunen.
Es erfolgte eine Fusion zur neuen Verbandsgemeinde Herrstein-Rhaunen ab dem 1. Januar 2020.

## Verbandsangehörige Gemeinden
| Ortsgemeinde             | Fläche (km²) | Einwohner |
| ------------------------ | ------------ | --------- |
| Asbach                   | 3,47         | 143       |
| Bollenbach               | 3,77         | 131       |
| Bundenbach               | 7,70         | 842       |
| Gösenroth                | 4,49         | 237       |
| Hausen                   | 4,99         | 198       |
| Hellertshausen           | 7,46         | 175       |
| Horbruch                 | 5,18         | 333       |
| Hottenbach               | 11,21        | 575       |
| Krummenau                | 4,32         | 165       |
| Oberkirn                 | 5,45         | 319       |
| Rhaunen                  | 10,75        | 2.154     |
| Schauren                 | 7,12         | 491       |
| Schwerbach               | 2,55         | 48        |
| Stipshausen              | 11,11        | 813       |
| Sulzbach                 | 6,68         | 285       |
| Weitersbach              | 7,75         | 94        |
| Verbandsgemeinde Rhaunen | 104,01       | 7.003     |

Stand der Einwohnerzahlen: 31. Dezember 2019 (Statistisches Landesamt Rheinland-Pfalz)

## Bevölkerungsentwicklung
Die Entwicklung der Einwohnerzahl bezogen auf das Gebiet der ehemaligen Verbandsgemeinde Rhaunen; die Werte von 1871 bis 1987 beruhen auf Volkszählungen:
| Jahr | Einwohner |
| 1815 | 4.147     |
| 1835 | 5.904     |
| 1871 | 5.829     |
| 1905 | 5.896     |
| 1939 | 6.684     |
| 1950 | 6.815     |

| Jahr | Einwohner |
| 1961 | 7.171     |
| 1970 | 7.489     |
| 1987 | 6.890     |
| 1997 | 7.818     |
| 2005 | 7.837     |

## Politik

### Verbandsgemeinderat
Aufgrund der zum 1. Januar 2020 anstehenden Fusion der Verbandsgemeinden Herrstein und Rhaunen wurde bei der Kommunalwahl am 26. Mai 2019 bereits in Neustruktur gewählt (siehe: Ergebnis). Die Amtszeit der bisherigen Verbandsgemeinderäte wurde per Landesgesetz bis zum 31. Dezember 2019 verlängert. Der somit für das gesamte Kalenderjahr 2019 noch amtierende Verbandsgemeinderat Rhaunen bestand aus 22 ehrenamtlichen Ratsmitgliedern, die bei der Kommunalwahl am 25. Mai 2014 in einer personalisierten Verhältniswahl gewählt wurden, und dem Vorsitzenden.
Die Sitzverteilung im Verbandsgemeinderat:
| Wahl | SPD | CDU | FDP | FL | LUB | Gesamt   |
| ---- | --- | --- | --- | -- | --- | -------- |
| 2014 | 9   | 8   | 2   | –  | 3   | 22 Sitze |
| 2009 | 10  | 6   | 4   | 2  | 2   | 24 Sitze |
| 2004 | 8   | 8   | 3   | 3  | 2   | 24 Sitze |

- FL = Freie Liste Verbandsgemeinde Rhaunen e.V.
- LUB = Liste Unabhängiger Bürgerinnen und Bürger e.V.

### Bürgermeister
Beauftragter für die Verbandsgemeinde Rhaunen ist bis zum 31. Dezember 2019 Georg Dräger (parteilos). Bei der Stichwahl am 21. Juni 2009 wurde er mit einem Stimmenanteil von 52,22 % zum Bürgermeister der Verbandsgemeinde gewählt, nachdem bei der Direktwahl am 9. Juni 2009 keiner der ursprünglich drei Bewerber eine ausreichende Mehrheit erreichte. Dräger ist damit Nachfolger von Wolfgang Becker (parteilos), der im Jahr 2010 in den Ruhestand trat. Nach Ablauf der achtjährigen Amtszeit am 31. Januar 2018 führte Dräger die Amtsgeschäfte als Beauftragter weiter, da wegen der anstehenden Fusion der Verbandsgemeinden auf eine Neuwahl verzichtet wurde.